# Radioescucha
Un radioescucha difiere de un radioaficionado en el hecho de que él solamente utiliza sus equipos para recibir transmisiones, sin llegar a emitir en el espacio radioeléctrico.

## Permisos y licencias
El radioescucha no necesita ningún permiso de la agencia reguladora (Telecomunicaciones para España), ya que no ocupa el espacio radioélectrico, que es lo que legisla cada país a su conveniencia a lo que nos das un sistema más deficiente
.
Sin embargo, los equipos que usa deben estar aprobados por Telecomunicaciones en el caso de España.

## Equipos
El aparato que se les suele recomendar a los principiantes es el Icom IC-R5, por su simplicidad de uso.
Los aparatos usados para la escucha se dividen en dos clases:
- Receptores Pensados para establecer la frecuencia en el VFO y tratar su modulación. Su velocidad de escaneo ronda los 25 canales/segundo, dependiendo del equipo.

Las marcas más conocidas son Icom, Yaesu, Kenwood y Alinco.
- Escáneres Concebidos a escanear, es decir, a barrer el espectro radioeléctrico con el fin de hallar una frecuencia determinada. Su funcionamiento es avanzado y experto. Tienen todas las funciones muy a mano y los menús suelen estar muy bien estructurados, con muchos submenúes, lo que dificulta su uso. Su velocidad de escaneo ronda los 300 canales/segundo, dependiendo mucho del equipo.

La firmas japonesas Uniden  y AOR son de las más conocidas y prestigiosas. 

## Clasificaciones
Los radioescuchas se podrían clasificar dentro de los siguientes grupos:
- Radioescuchas de emisoras comerciales.
- Radioescuchas de radioaficionados.
- Radioescuchas de ocio.
- Radioescuchas de servicios de seguridad o emergencias.